# Hamastan
 (décembre 2012).
Si vous disposez d'ouvrages ou d'articles de référence ou si vous connaissez des sites web de qualité traitant du thème abordé ici, merci de compléter l'article en donnant les références utiles à sa vérifiabilité et en les liant à la section « Notes et références ».
Le terme de Hamastan est un néologisme péjoratif né en 2004-2005, apparu au cours des discussions nombreuses qui se déroulèrent en Israël et dans le reste du monde, avant que ne soit décidé le retrait des colons israéliens puis des colonies de la bande de Gaza par le gouvernement d'Ariel Sharon. Ce mot est construit à partir du nom de l'organisation Hamas et du suffixe (persan) -stan qui est habituellement présent dans le nom de certains pays du Moyen-Orient et que l'on retrouve également dans un autre néologisme récent, le Londonistan. Ce suffixe -stan, quand il est utilisé comme ici dans un but polémique, est souvent associé à une connotation méprisante dont la valeur négative réside précisément dans le préjugé qui vise les pays concernés. Ce terme revient d'ailleurs souvent dans la phraséologie de mouvements ou de sites internet véhiculant des idées extrémistes. Certaines publications extrémistes et racistes sur le Web utilisèrent également ce préfixe "stan" en l'appliquant parfois à la France, lorsque ce pays s'était opposé à la guerre en Irak.
L'usage de ce terme a augmenté en 2006 après la victoire électorale du Hamas. Certains estiment que le "Hamastan" est devenu une réalité au cours de l'année 2007 et l'issue des tensions interpalestiniennes dans la bande de Gaza.

## Historique du terme
Ce terme réfère, pour certains observateurs appartenant à la droite israélienne, à une connotation méprisante associée à une enclave en opposition à la politique israélienne et peuplée principalement de musulmans, enclave susceptible de naître dans la bande de Gaza, à l'issue du désengagement israélien dans ce territoire. Cette hypothèse prenait compte de la popularité du mouvement Hamas et de la puissance de ses infrastructures dans cette région une fois peuplée uniquement de Palestiniens après le départ de l'armée israélienne et des populations juives. Elle supposait également que l'Autorité palestinienne n'était pas assez forte ou assez volontaire pour s'opposer au Hamas.
L'hypothèse du Hamastan était alors redoutée par ceux qui, en Israël, ne souhaitaient pas voir la naissance d'un État opposé à Israël et dominé par le Hamas à leurs frontières.
Au contraire, d'autres leaders politiques de droite faisaient pression dans le sens du désengagement à Gaza et préféraient ouvertement avoir un État aux volontés affichées face auquel ils puissent se dresser militairement plutôt que la situation de tension permanente due à la guerre de résistance que continuaient de livrer certaines organisations palestiniennes depuis les Territoires palestiniens. Le gouvernement israélien d'Ariel Sharon et la majorité de la population jugeaient insuffisants, depuis le début de la Seconde Intifada, les efforts de l'Autorité palestinienne pour mettre un terme aux attentats-suicides organisés et aux tirs de mortiers palestiniens.
Les responsables de l'Autorité palestinienne expliquaient quant à eux que la volonté d'Israël d'écarter le Hamas des élections était contraire au souhait affiché d'aider les Palestiniens à rendre leurs structures politiques plus démocratiques.
En Israël, l'argument du Hamastan a été utilisé à la fois par ceux qui souhaitaient le désengagement que par ceux qui le redoutaient. Ce débat a été intense en 2005 allant jusqu'à provoquer des menaces de scission au sein du Likoud d'Ariel Sharon.
Le 30 août 2005, interrogé par un journaliste du magazine Newsweek qui souhaitait savoir si la bande de Gaza devrait selon lui devenir un Hamastan, le cofondateur du Hamas, Mahmoud al-Zahar répondait par l'affirmative en reprenant ce même terme de Hamastan.
De nombreux exemples de références au Hamastan se sont multipliés depuis, comme par exemple, le 26 janvier 2006, lors d'une prestation télévisée du nouveau dirigeant du Likoud, Benjamin Netanyahou.